# Isophoron
Isophoron ist eine chemische Verbindung aus der Gruppe der cyclischen Enone und ein Derivat von 2-Cyclohexen-1-on.

## Vorkommen
Natürlich kommt Isophoron in Großfrüchtigen Moosbeeren Safran Papaya, Kohlrabi, Grapefruit, Parmesan, Weißwein, Schwarztee, Haselnuss, Ume, Sternfrucht, Mango, Backpflaumen, Reis, Buchweizen, Okra, Hafer und Süßgras vor.

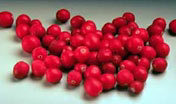
Moosbeeren
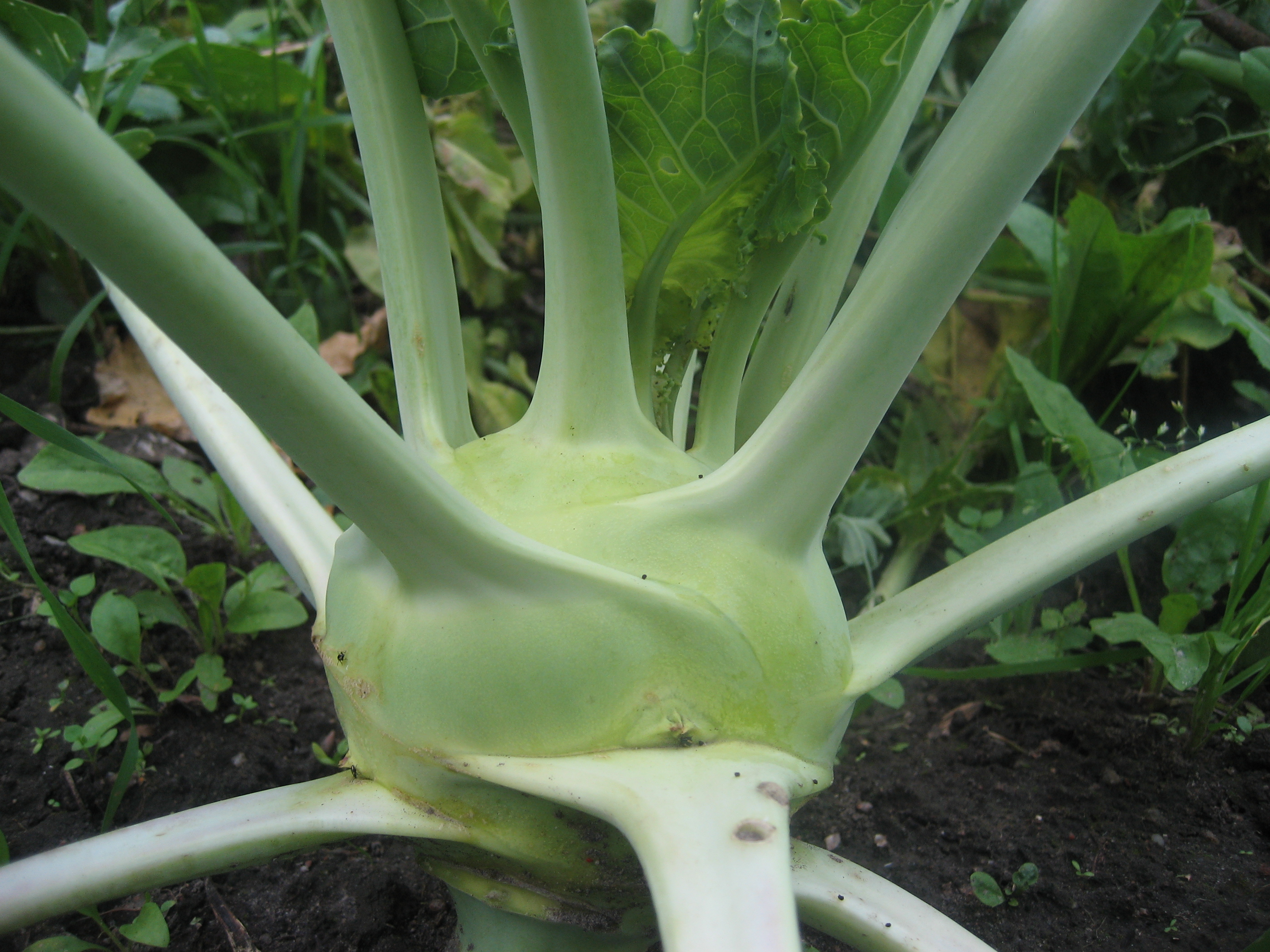
Kohlrabi
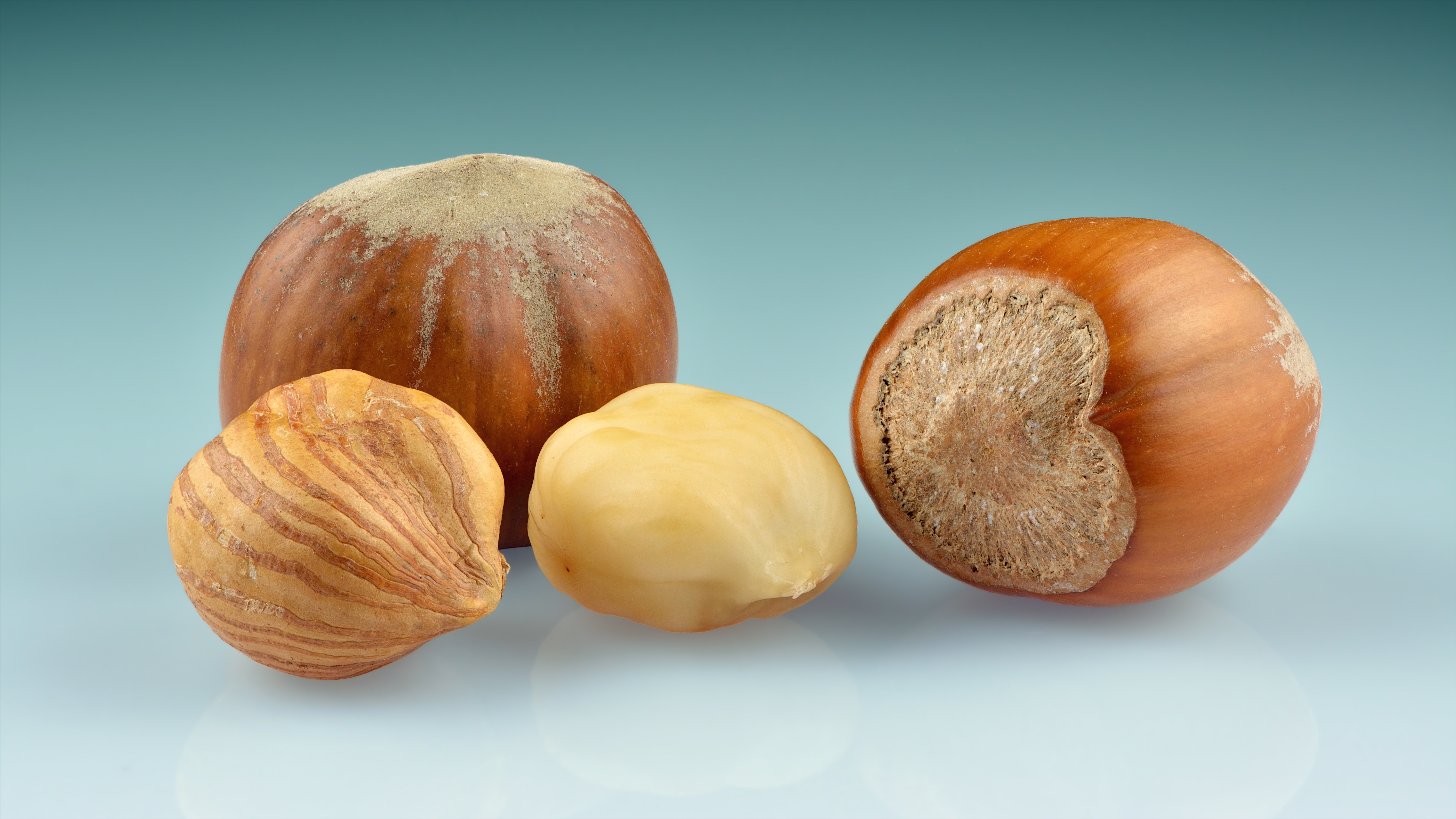
Haselnuss
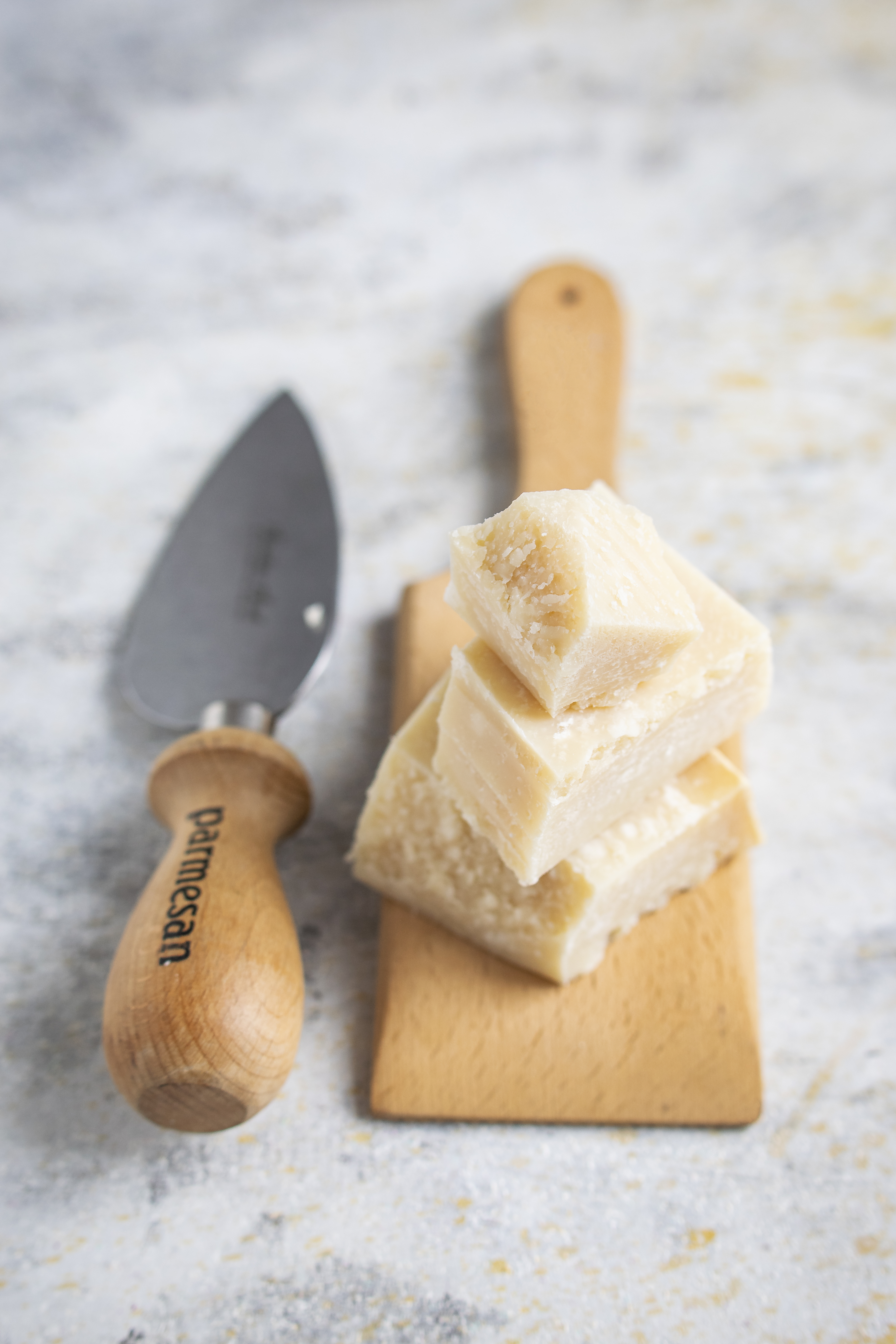
Parmesan

## Geschichte
Isophoron wurde als Lösemittel auf der Basis von Aceton, einem Nebenprodukt, welches in großen Mengen bei der Phenolsynthese entsteht, entwickelt. Die erste Produktion wurde von der Hibernia AG 1962 in deren Stickstoffwerk in Herne aufgenommen. 1967 wurde die Fertigung in das Werk I der Hibernia, dem heutigen Evonik-Werk Herne verlagert. Der Isophoron-Verkauf sicherte den Standort in Herne. 1979 übernahm die Hüls AG die inzwischen zur Veba gehörende Werkgruppe Herne und damit auch die Produktion von Isophoron und Isophoronderivaten. Ab 1992 wurden Isophoronderivate auch im Evonik-Standort in Mobile, Alabama produziert.

## Gewinnung
Isophoron kann durch eine  Aldolreaktion von drei Molekülen Aceton hergestellt werden.
2003 betrug die jährliche Produktionskapazität für Isophoron 50000 t.

## Eigenschaften
Isophoron ist eine farblose bis gelbliche Flüssigkeit mit charakteristischem Geruch (nach Campher). Sie ist mit aromatischen und aliphatischen Kohlenwasserstoffen, Aldehyden, Ketonen, Alkoholen, Estern und Ethern mischbar. Der Flammpunkt liegt bei 95 °C, die Zündtemperatur bei 470 °C.
Es existieren zwei Konstitutionsisomere, die oft unter dem Namen Isophoron zusammengefasst werden, nämlich das hier beschriebene α-Isophoron und das β-Isophoron. Ersteres trägt die C=C-Doppelbindung zwischen C-Atom 2 und 3, ist also ein α,β-ungesättigtes Carbonyl; letzteres trägt die Doppelbindung zwischen C-Atom 3 und 4. Meistens ist im α-Isophoron 1–3 % des β-Isomers als Verunreinigung enthalten.

## Verwendung
Isophoron wird als Lösungsmittel in der Lack-, Farben- und Klebstoffindustrie benutzt.
In der Synthese wird es hauptsächlich als Zwischenprodukt zur Herstellung von Isophorondiamin, Isophorondiisocyanat, 3,3,5-Trimethylcyclohexanol, 3,5-Dimethylphenol oder 2,3,5-Trimethylphenol verwendet.
Isophoron ist Bestandteil von farbigen Indikatoren mit positiver Solvatochromie (L.S.G. Brooker und Ralf E. Lemke) und der negativ solvatochromen Anionen mit positiver Thermochromie (Ralf E. Lemke).
Weiterhin kann Isophoron zu 3,3,5-Trimethylcyclohexanon oder 3,3,5-Trimethylcyclohexanol hydriert werden, welches zur Trimethyladipinsäure oxidiert werden kann.

## Risikobewertung
Isophoron wurde 2012 von der EU gemäß der Verordnung (EG) Nr. 1907/2006 (REACH) im Rahmen der Stoffbewertung in den fortlaufenden Aktionsplan der Gemeinschaft (CoRAP) aufgenommen. Hierbei werden die Auswirkungen des Stoffs auf die menschliche Gesundheit bzw. die Umwelt neu bewertet und ggf. Folgemaßnahmen eingeleitet. Ursächlich für die Aufnahme von Isophoron waren die Besorgnisse bezüglich der Einstufung als CMR-Stoff, Exposition von Arbeitnehmern, hoher (aggregierter) Tonnage und weit verbreiteter Verwendung. Die Neubewertung fand ab 2013 statt und wurde von Frankreich durchgeführt. Anschließend wurde ein Abschlussbericht veröffentlicht.